# Calliptamus
Genre
Calliptamus est un genre d'orthoptères caelifères de la famille des Acrididae.

## Distribution
Les espèces de ce genre se rencontrent en Europe, en Afrique et en Asie.

## Liste des espèces
Selon Orthoptera Species File (31 mars 2010) :
- Calliptamus abbreviatus Ikonnikov, 1913
- Calliptamus balucha Uvarov, 1938
- Calliptamus barbarus (Costa, 1836) - Caloptène occitan
- Calliptamus cicatricosus Bolívar, 1889
- Calliptamus coelesyriensis Giglio-Tos, 1893
- Calliptamus cyrenaicus Jago, 1963
- Calliptamus doii Lee & Lee, 1985
- Calliptamus italicus (Linnaeus, 1758) - Criquet italien ou caloptène italien
- Calliptamus madeirae Uvarov, 1937
- Calliptamus mus Bolívar, 1936
- Calliptamus plebeius (Walker, 1870)
- Calliptamus siciliae Ramme, 1927
- Calliptamus tenuicercis Tarbinsky, 1930
- Calliptamus turanicus Tarbinsky, 1930
- Calliptamus wattenwylianus Pantel, 1896
- †Calliptamus strausi Harz, 1973

## Référence
- Serville, 1831 : Revue méthodique des insectes de l'ordre des Orthoptères. Annales des Sciences Naturelles, Paris. vol. 22, , p. 262–292.